# Израел на Светском првенству у атлетици на отвореном 2023.
Израел је учествовао на 19. Светском првенству у атлетици на отвореном 2023. одржаном у Будимпешти од 19. до 27. августа деветнаести пут, односно, учествовао је на свим првенствима до данас. Репрезентацију Израела представљала су 4 атлетичара (3 мушкарца и 1 жена) који су се такмичили у 3 дисциплина (2 мушке и 1 женска). , 
На овом првенству представници Израела су освојили 1 сребрну медаљу. Овим успехом Израел је делио 27 место у укупном пласману освајача медаља .
У табели успешности према броју и пласману такмичара који су учествовали у финалним такмичењима (првих 8 такмичара) Израел је са 2 учесника у финалу делили 34. место са 12 бодова.
| Пл.  | Земља  | 1. место | 2. место | 3. место | 4. место | 5. место | 6. место | 7. место | 8. место | Бр. фин. | Бод. |
| ---- | ------ | -------- | -------- | -------- | -------- | -------- | -------- | -------- | -------- | -------- | ---- |
| =34. | Израел | 0        | 1        | 0        | 1        | 0        | 0        | 0        | 0        | 2        | 12   |

## Учесници
| Мушкарци: - Blessing Akwasi Afrifah — 200 м - Мару Тефери — Маратон - Хаимро Аламе — Маратон | Жене: - Лона Корлима Чемтаи — Маратон |

## Освајачи медаља (1)

### сребро (1)
- Мару Тефери — Маратон

## Резултати

### Мушкарци
| Атлетичар               | Дисциплина | Лични рекорд | Квалификације | Квалификације | Полуфинале           | Полуфинале           | Финале               | Финале       | Детаљи |
| Атлетичар               | Дисциплина | Лични рекорд | Резултат      | Место         | Резултат             | Место                | Резултат             | Место        | Детаљи |
| ----------------------- | ---------- | ------------ | ------------- | ------------- | -------------------- | -------------------- | -------------------- | ------------ | ------ |
| Blessing Akwasi Afrifah | 200 м      | 19,96 НР     | 20,73         | 4. у гр. 5    | Није се квалификовао | Није се квалификовао | Није се квалификовао | 33 / 54 (63) |        |
| Мару Тефери             | Маратон    | 2:06:43      |               |               |                      |                      | 2:09:12 ЛРС          |              |        |
| Хаимро Аламе            | Маратон    | 2:07:45      | 2:12:32       | 20 / 60 (85)  |                      |                      |                      |              |        |

### Жене
| Атлетичарка         | Дисциплина | Лични рекорд | Квалификације | Квалификације | Полуфинале | Полуфинале | Финале      | Финале      | Детаљи |
| Атлетичарка         | Дисциплина | Лични рекорд | Резултат      | Место         | Резултат   | Место      | Резултат    | Место       | Детаљи |
| ------------------- | ---------- | ------------ | ------------- | ------------- | ---------- | ---------- | ----------- | ----------- | ------ |
| Лона Корлима Чемтаи | Маратон    | 2:17:45 НР   |               |               |            |            | 2:25:38 ЛРС | 4 / 65 (78) |        |